# 春うらら (AV女優)
春 うらら（はる うらら、1986年5月7日 - ）は、日本の元AV女優。
血液型:O型。身長:155cm。スリーサイズ:B85(C-75)・W56・H84。

## 略歴・人物
千葉県出身。2004年にAVデビュー。
また、同じ事務所の姫宮ラムや眞雪ゆんとの共演が多い。
2007年12月7日の桃太郎映像出版のイベントをもって姫宮ラム（後に復帰）と共に引退。

## 出演作品

### アダルトビデオ
2004年
- 黒髪女子校生 (12月10日、ビッグモーカル)…オムニバス作品 ※「はるうらら」名義

2005年
- 人妻膣内射精 (4月22日、タカラ映像)…オムニバス作品
- 夏だ!ビキニだ!中出しだ! (7月13日、隼エージェンシー)
- 時間よ止まれ! パート2 〜いつでもどこでもハレンチ天国〜 (7月21日、V&Rプロダクツ)…オムニバス作品
- 性域なきモザイク改革 放課後お色気倶楽部 (7月22日、桃太郎映像出版)
- 絶対調教 〜いい女が狂うまで〜 (8月7日、アタッカーズ)
- オナニー満開!! (8月12日、ジャネス)
- 女だけの乱交パーティー エンドレス・レズビアン (8月19日、ドグマ)
- 痴女・エクスプロージョン!! (8月19日、スタイルアート)
- ディープ・インサイド・ホール フォーフリークス! (8月19日、桃太郎映像出版)…オムニバス作品
- チンポなぶりの虜になった私7 〜女教師編〜 (9月8日、SODクリエイト)
- お姉さんが犯してあげる 32 (9月10日、クリスタル映像)…オムニバス作品
- アナルメイトJAPAN (9月13日、グローリークエスト)
- 美尻マニア 4 (9月17日、クリスタル映像)…オムニバス作品
- 超高級ソープ嬢王座 決定戦 (9月22日、SODクリエイト)
- 腰くね尻ふりアクメ (10月1日、OFFICE K'S)…オムニバス作品
- 僕は透明人間! パート2 (10月20日、V&Rプロダクツ)
- 念願の○○になった! ゴルフレッスンプロ編 (10月20日、V&Rプロダクツ)
- MICRO BIKINI DANCERS ver.03 (10月22日、OFFICE K'S)…オムニバス作品
- ザ・筆おろし 34 (10月22日、クリスタル映像)…オムニバス作品
- バイブ中毒女子校生 (10月22日、OFFICE K'S)…オムニバス作品
- 痴女×舐めまくり×寸止めアクメ (10月22日、OFFICE K'S)…オムニバス作品
- M女破壊 2（11月11日、シネマジック）
- 検便の村 (11月18日、トップマーシャル)
- 私は痴女 叱咤激淫 (11月19日、クリスタル映像)…オムニバス作品
- 放送できないバラエティ番組 VOL.1 マンデーオーティス! (12月4日、オーティス)
- 悶絶・絶叫 アナル&ヴァギナ (12月21日、ヒビノ)

2006年
- ケツ出せや! ダブルフィストに狂う女 (1月2日、桃太郎映像出版)
- 放送できないバラエティ番組 VOL.2 マンデーオーティス! (1月4日、オーティス)
- フィストファック (2月1日、ワンズファクトリー)
- 奴隷島 第二章 妊娠という名の拷問 (2月7日、アタッカーズ)
- 破壊のたびW (2月15日、未来フューチャー)
- 名門女子校おまんこ部! (2月19日、ドグマ)
- レズ攻撃…レズ反撃 3 (3月16日、アイエナジー)
- CHIJO 女子校生リアル痴女 (3月19日、スタイルアート)
- 青山ED治療クリニック 私たちが貴方のインポ治します! (4月6日、アキノリ)
- THE ヘンタイ 2 こんな私って変ですか (4月8日、クリスタル映像)
- 僕の愛したけものの母 (4月24日、グラフィティジャパン)
- RABCHIKI DANCE vol.09 (5月12日、映天)
- 汚嬢様 2 (5月31日、アルファーインターナショナル)
- 網タイツ 極上の美脚をもつ女たち。 (6月15日、未来フューチャー)…オムニバス作品
- ブチアゲ↑全裸 HYPER・TRANCE (6月15日、ジャネス)
- ぷりエロ 4 (6月15日、ジャネス)
- 女だらけの変態あなる時間 (6月19日、桃太郎映像出版)
- 夢のイタズラ学園 (7月1日、MOODYZ)
- 雌と牝 2 (7月15日、未来フューチャー)
- 糞夢 2 〜Scafetish puppet (8月20日、アロマ企画)
- 超高級美少女レズ・ソープ嬢 (10月5日、ディープス)
- キャバ嬢乱痴気ダンスストリップ stage 01 (10月25日、ジャネス)
- NOモザイク!おげれつダンス!! PART.1 (10月25日、未来フューチャー)
- 超高級美少女レズ・ソープ嬢 (11月4日、ディープス)
- 酔狂伝 8 (11月11日、クリスタル映像)…オムニバス作品
- ベイビープレイ 嘔吐・食糞・虐待 3人の赤ちゃん (11月17日、映天)…オムニバス作品
- ★ヌギヌギDANCE (12月9日、ラハイナ東海)
- 恋愛できないカラダ (12月23日、あけぼの映像)
- 高級ソープへいらっしゃい 15 (12月23日、クリスタル映像)…オムニバス作品

2007年
- 素人手コキ道場 (1月5日、SODクリエイト)
- ダンス★レズ&ファック!! (2月19日、スタイルアート)
- 女子校生「集団痴女」2 (3月19日、スタイルアート)
- 隣の若妻が艶っぽくてボクはもう… 6 (3月17日、クリスタル映像)…オムニバス作品
- THE 遊郭 (3月22日、SODクリエイト)
- 女子校生監禁凌辱 鬼畜輪姦 70 (4月7日、アタッカーズ)
- 人気有名女優ガチンコ本気エロ大競演!! 女優(魂) (4月19日、SODクリエイト)…オムニバス作品
- 素人手コキ道場 2 (4月19日、SODクリエイト)
- THE 病院送り 2 肛虐レズペット女学生 (4月20日、映天)
- 淫らなお姉さんは好きですか 21 (5月11日、クリスタル映像)…オムニバス作品
- チ○ポで顔ヲ犯ス (5月17日、SODクリエイト)…オムニバス作品
- 無理矢理騙して二穴同時中出し!! 完全版 (5月18日、ケイ・エム・プロデュース)…オムニバス作品
- 変態恥療院 (5月18日、クリスタル映像)
- 淫乱お姉さまたちのちんぽこ逆凌辱 (5月19日、ドグマ)
- 未亡人変態同性愛地獄、そして汁 近親エロレズ (5月25日、レイディックス)
- チャレンジ 初めてのレズフィスト (6月1日、ヒビノ)
- 裏 THE 遊郭 (6月7日、SODクリエイト)
- 悩殺的痴女遊戯 第六章 Cカップ、セクシーキュートなヨガレッスン、うらら18才 (7月4日、AVS)
- 仕事を忘れた女優の本音がぶつかる!! 仕事を忘れて恋愛SEXしてみませんか!? (7月5日、SODクリエイト)
- 素人手コキ道場 3 (7月5日、SODクリエイト)
- SOD女子社員 VS オレンジ通信女編集部員 ドキッ!丸ごと下着 女子社員だらけの水泳大会 THEゴージャス (7月5日、SODクリエイト)
- 復活 女子校生強制わいせつ (7月13日、クリスタル映像)…オムニバス作品
- セーラー服淫肛羞恥地獄 (8月4日、ベイビーエンターテイメント)
- 素人お嬢さんとつのだまいこ監督の女だらけのドキドキ おま○こ研究所 (8月16日、SODクリエイト)
- THE FUCK FUCK FUCK 62 DX (10月12日、クリスタル映像)…オムニバス作品
- THE ヘンタイ 7 (11月30日、クリスタル映像)
- 変態恥療院 第3診察室 (12月7日、クリスタル映像)

2008年
- 絞め跡に嘲笑い斑に咲き殻 (1月1日、幻奇)…オムニバス作品
- 人妻情事 巨乳人妻の深遠なる膣へ… (2月7日、桃太郎映像出版)
- ヒロイン排泄地獄 06 (2月8日、GIGA)
- 新・うんこおもらし 8 (3月14日、GIGA)
- 摧きゴキブリが淫奔に嘶き痕跡 (4月7日、幻奇)
- 七匹の雌 究極爆撃野外フィスト (4月7日、アタッカーズ)
- 七匹の雌 二穴拷問爆撃フィスト (5月7日、アタッカーズ)

### オリジナルビデオ
- 派遣社員 セクハラに耐える女たち（2007年3月23日、TMC）
- 戦慄怪奇ファイル コワすぎ！FILE-02【震える幽霊】（2012年、真野夕子役）※はるうらら名義